# 全真
全真（ぜんしん、仁平元年（1151年） - 没年未詳）は、平安時代末期の天台宗の僧。藤原北家勧修寺流の出身で父は参議藤原親隆。母は平時信の娘。
母方の伯母にあたる平時子の猶子となり、平氏政権の下で立身。治承2年（1178年）には権少僧都となる。時子が従二位であった関係から、世上「二位の法眼」と呼称された。
寿永2年（1183年）、平家一門の都落ちに従って西海に赴き、元暦2年（1185年）の壇ノ浦の戦いにおいて伯父の平時忠らとともに捕虜となる。詮議の末に安芸国へと配流され、以後文治5年（1189年）に赦免されるまで同国にて過ごした。赦免後は帰洛し、大原に隠棲中の建礼門院徳子を訪問して「今日かくてめぐり逢ふにも恋しきは此の世隔てし別れなりけり」の一首を詠んだことなどが知られるが、その後の足跡については未詳。
歌人としても知られ、『玉葉和歌集』にその作が収録されている。